# مصطفی غلایینی
مصطفی غَلایینی (۱۸۸۶–۱۹۴۴) ادیب و زبان‌شناس عربی، نویسنده و شاعر لبنانی بود که چندی نیز به قضاوت و روزنامه‌نگاری پرداخت.

## زندگی
در بیروت تحصیلات خود را آغاز نمود و سپس در مصر شاگرد شیخ محمد عبده (سال ۱۳۲۰ هجری) گردید؛ و به مدت ۲ سال مجله نبراس را در بیروت منتشر کرد و سپس بعنوان استاد عربی در در مدرسه سلطانیه استخدام گردید؛ و بعنوان مدرس ارتش چهارم عثمانی در جنگ جهانی اول انتخاب شد. سپس به بیروت برگشت و بعنوان معلم به کار خود ادامه داد.
بعد از جنگ مدتی در دمشق اقامت داشت و بعنوان سرباز در ارتش عربی وارد شد. بعد از بازگشت به بیروت به اتهام شرکت در قتل (اسعد بیک) مدیری در وزارت کشور وقت (۱۹۲۲) بازداشت شد. بعد از آزادی به شرق اردن عزیمت کرد در آنجا امیر اردن (شریف عبدالله) وی را جهت آموزش فرزندانش گماشت. بعد از مدتی منصرف و به بیروت بازگشت و در آنجا به عنوان رئیس مجلس اسلامی و قاضی شرع منصوب گردید.

## آثار
از کتاب‌های وی می‌توان به:
- نظرات فی اللغة والأدب
- عظة الناشئین
- لباب الخیار فی سیرة النبی المختار
- خیار المقول فی سیرة الرسول
- الإسلام روح المدنیة
- فی الرد علی کرومر
- نظرات فی کتاب السفور والحجاب[۱۰]
- الثریا المضیة فی الدروس العروضیة
- أریج الزهر
- رجال المعلقات العشر
- الدروس العربیة
- دیوان الغلایینی
- النظرات فی اللغة والأدب
- جامع الدروس العربیة: از مشهورترین آثارش که دربارهٔ دستور زبان عربی است؛ و از منابع دانشگاهی این رشته است[۱۱][۱۲][۱۳]
- رجال المعلّقات العشر[۱۴]